# Pachycondyla globiventris
Euponera globiventris
Espèce
Synonymes
- †Euponera globiventris Théobald, 1937

Pachycondyla globiventris est une espèce fossile d'insectes hyménoptères fourmis de la sous-famille des Ponerinae dans la tribu des Ponerini, dans le genre Pachycondyla.

## Classification
L'espèce Pachycondyla globiventris est décrite en 1937 par le paléontologue français Nicolas Théobald (1903-1981) sous le nom Euponera globiventris,. 

### Fossiles
Le spécimen holotype R 609 ♀ vient de la collection Mieg, du musée de Bâle. Ces insectes viennent des terrains sannoisiens de la localité de Kleinkembs de la commune d'Efringen-Kirchen en pays de Bade, en Allemagne, juste à côté de la frontière franco-allemande du Rhin, au sud-est de l'Alsace. Cet holotype a trois échantillons cotypes R609, 682, 558 de la même provenance.

### Étymologie
L'épithète spécifique globiventris signifie en latin ?« ventre globe »?.

## Description

### Caractères
La diagnose de Nicolas Théobald de 1937 : L'holotype femelle est un 

« insecte de couleur brunâtre, à ailes transparentes. ».

« Tête subquadrangulaire à bords arrondis, mandibules proéminentes, yeux petits, placés vers le milieu de la tête; antennes coudées, scape atteignant à peine le bord postérieur de la tête. Thorax ovale, pétiole court. Abdomen ovoïde, légèrement étranglé après le premier segment. Ailes transparentes. Patte courtes. ».

### Dimensions
La longueur totale est de 6 mm. 

### Affinités
« Est voisin des espèces d'Euponera décrites plus bas ; mais en diffère par la teinte des ailes qui sont transparentes ici ; la taille aussi est inférieure. Il est néanmoions possible qu'il s'agisse d'Euponera calcarea.
Trois échantillons : R609, 682, 558. ».

## Galerie
- Quelques espèces vivantes du genre Pachycondyla.
- P. brunoi.
- P. crenata.
- P. fossigera.
- Travailleuse P. harpax.
- P. marginata.
- P. rufipes.
- P. sharpi.
- P. sikorae.

- Quelques espèces fossiles du genre Pachycondyla.
- Holotype P. eoenica.
- Holotype P. parvula.
- Holotype P. succinea mâle.

### Publication originale
- [1937] Nicolas Théobald, « Les insectes fossiles des terrains oligocènes de France 473 p., 17 fig., 7 cartes,13 tables, 29 planches hors texte », Bulletin Mensuel de la Société des Sciences de Nancy et Mémoires de la Société des sciences de Nancy, Imprimerie G. Thomas,‎ 1937, p. 1-473 (ISSN 1155-1119 et 2263-6439, OCLC 786027547). .